# Crimson
Crimson är ett musikalbum av Alkaline Trio, utgivet i maj 2005. Det släpptes även senare samma år som special edition-utgåva, i vilken en till skiva med demos och videor följer med.

## Låtlista
1. "Time to Waste" - 4:14
2. "The Poison" - 2:05
3. "Burn" - 4:10
4. "Mercy Me" - 2:53
5. "Dethbed" - 3:08
6. "Settle for Satin" - 3:54
7. "Sadie" - 4:31
8. "Fall Victim" - 3:24
9. "I Was a Prayer" - 2:40
10. "Prevent This Tragedy" - 3:10
11. "Back to Hell" - 3:03
12. "Your Neck" - 3:20
13. "Smoke" - 3:00